# Pirro Ligorio
Pirro Ligorio (Napoli, 1512/1513 – Ferrara, 26 ottobre 1583) è stato un architetto, pittore e antiquario italiano.
Oltre che come "insigne studioso", è noto anche come "abile falsario" di iscrizioni latine.

## Biografia

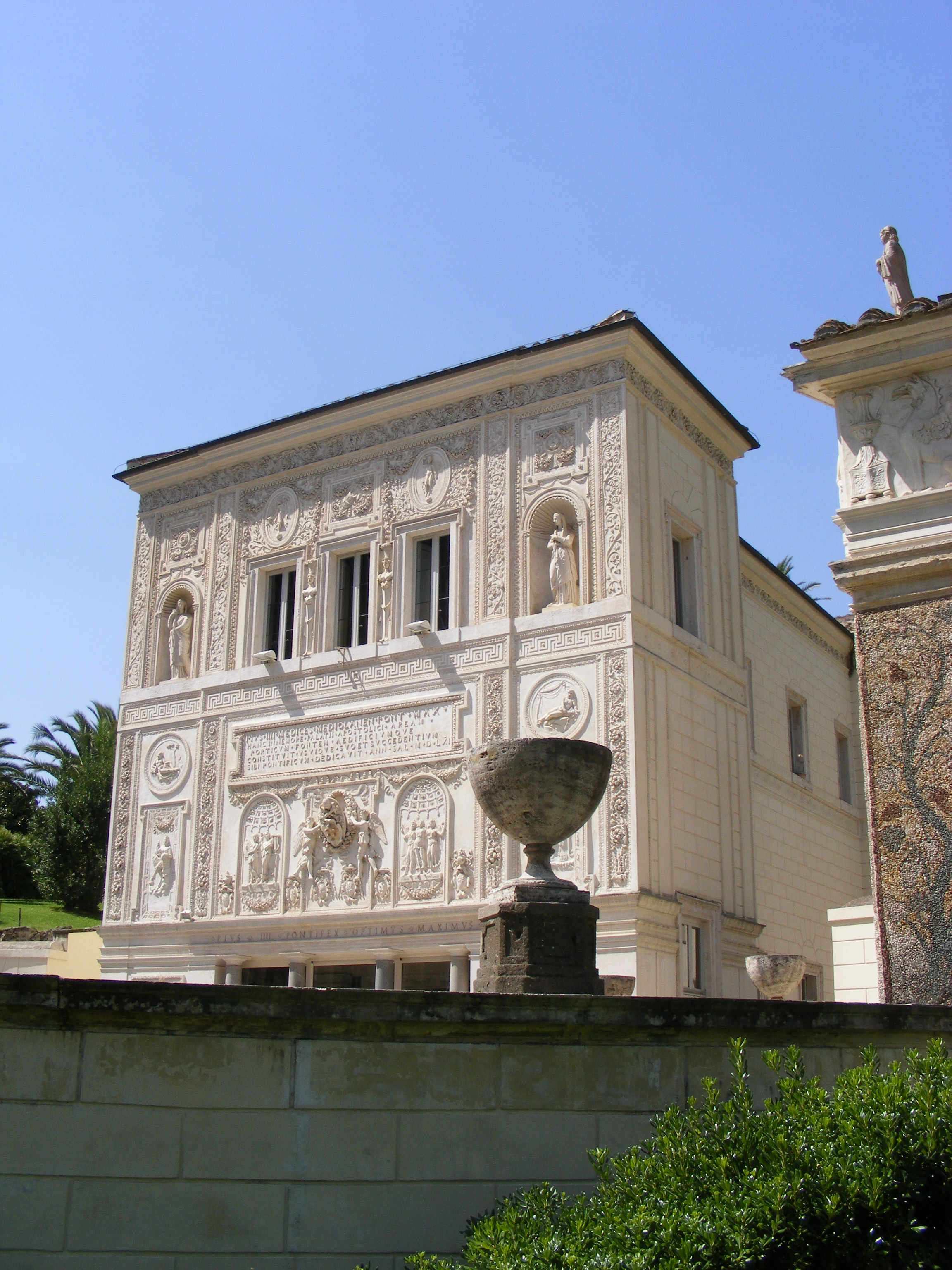
Casina di Pio IV

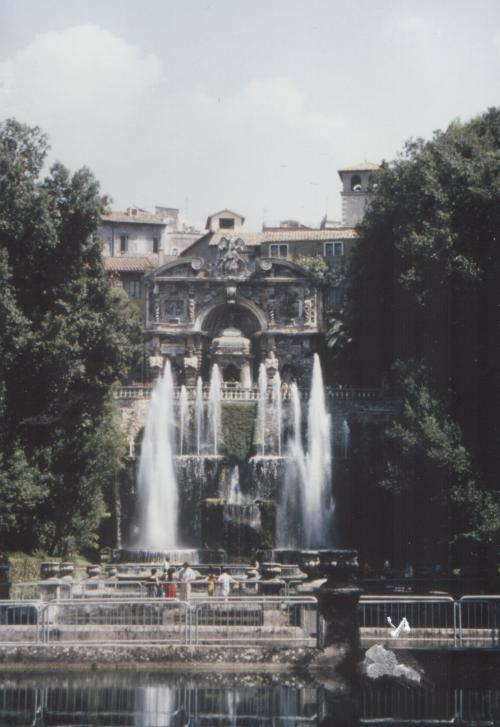
Villa d'Este a Tivoli

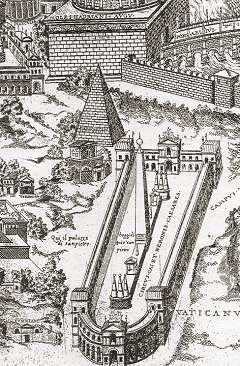
Cartina di Roma antica

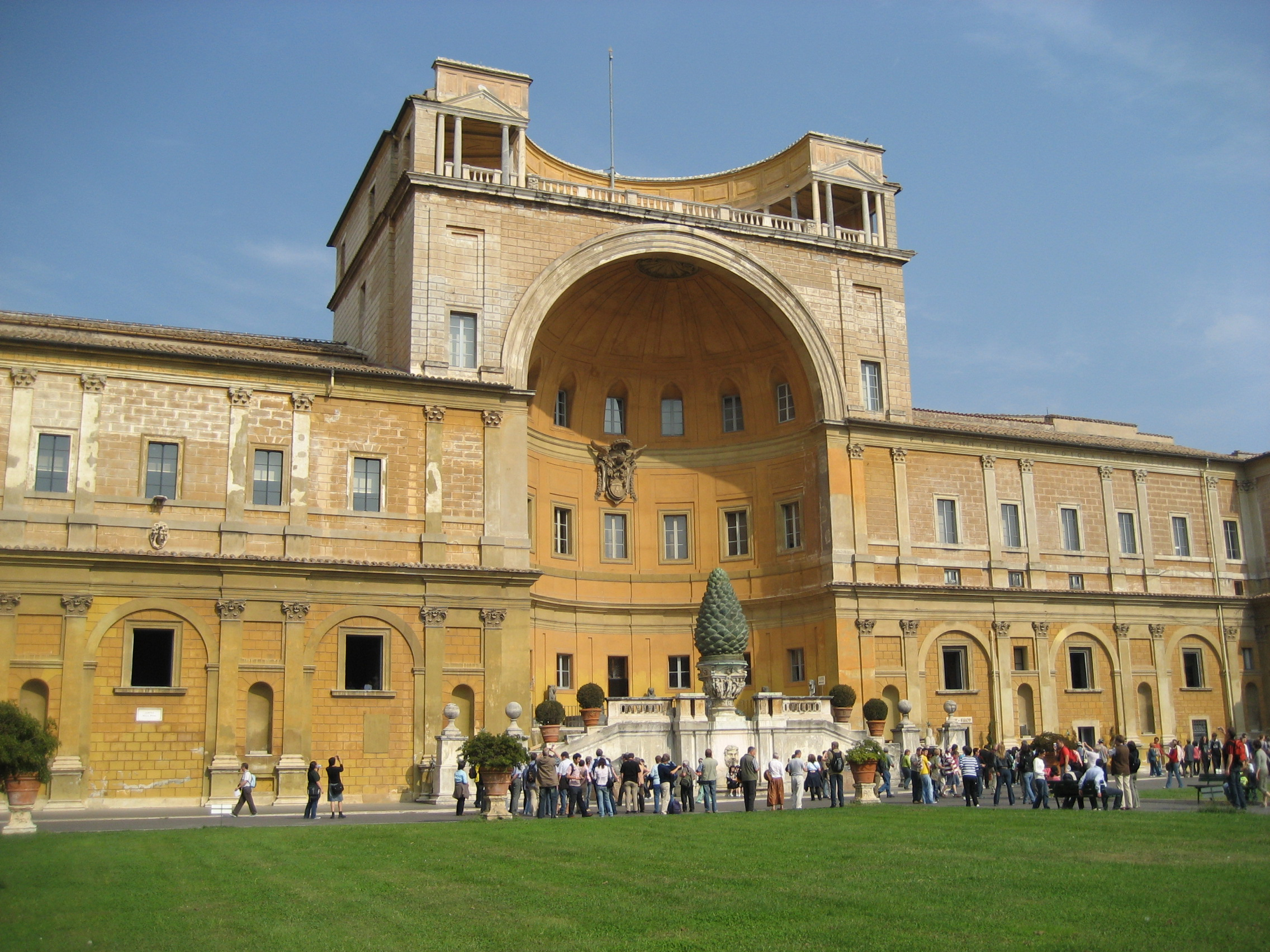
Il Nicchione nel Cortile del Belvedere, Città del Vaticano

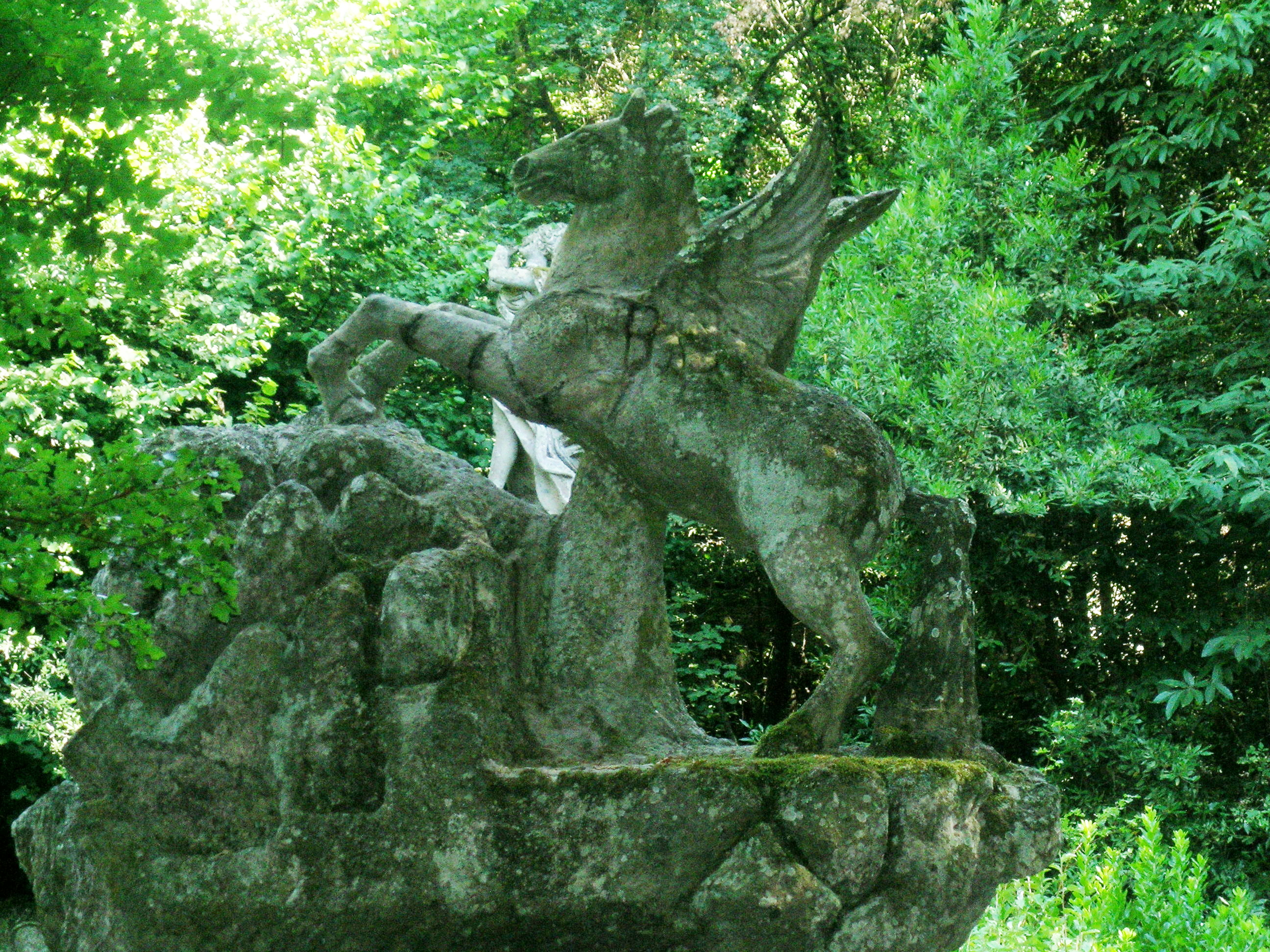
Il Pegaso del Sacro Bosco di Bomarzo

Pirro nacque a Napoli dalla nobile famiglia Ligorio, e come da consuetudine delle famiglie nobili ricevette un'istruzione, anche artistica, in casa, senza compiere dirette esperienze in botteghe artigiane.
Nel 1534 si trasferì a Roma, dove iniziò la propria carriera artistica dipingendo, in facciate di palazzi, decorazioni a monocromo. Data la precarietà di conservazione di tali pitture, nulla di esse è rimasto; al 1542 risale la decorazione della loggia del Palazzo d'Urbino, in via del Corso, mentre intorno al 1545 decorò l'Oratorio di San Giovanni Decollato con i due affreschi della Danza di Salomè e della Decollazione del Battista.
Dopo essere divenuto membro, nel 1548, della Congregazione dei Virtuosi al Pantheon, nel 1549 sovrintese agli scavi di Villa Adriana; quindi decorò, su commissione del cardinale Ippolito d'Este, il Palazzo di Monte Giordano e progettò il suo capolavoro, la Villa d'Este, a Tivoli.
Pubblicato nel 1553 il Libro su' i Circhi e Anfiteatri, nel 1557 divenne architetto di Paolo IV (1555-1559) per il quale iniziò i lavori nella Fontana del Boschetto, nei Giardini Vaticani, per l'erezione dell'edificio che, dal nome del successore Pio IV (1559-1565), sarà chiamato Casino di Pio IV o Villa Pia.
Nel 1560 si concluse la costruzione, su suo progetto, di Palazzo De Torres, ora Lancellotti, in piazza Navona e iniziò la sistemazione del cortile del Belvedere, in Vaticano, nel quale spicca il Nicchione detto "della Pigna" da lui progettato (i pagamenti testimoniati datano dal 1562 al 1565).
Nel 1561 pubblicò una pianta dell'antica Roma, Antiquae Urbis Imago, e iniziò i lavori per il Palazzetto di Pio IV sulla via Flaminia, che ingloba una preesistente fontana dell'Ammannati costruita nel 1553.
Alla morte di Michelangelo, nel 1564, venne nominato architetto della Fabbrica di San Pietro ma, avendo voluto modificarne il progetto, fu licenziato nel 1568. Aveva già avuto, il 1º agosto 1565, una disavventura: era stato incarcerato per un mese con l'accusa aver rubato delle antichità presenti nelle fabbriche da lui presiedute. Fu riconosciuto innocente ma l'episodio, insieme con i contrasti manifestati nella Fabbrica di San Pietro, lo spinsero ad abbandonare Roma.
Nel 1568 si trasferì infatti, con la moglie e i figli, a Ferrara, dove era stato nominato antiquario dal duca Alfonso II d'Este. Qui sono pochi i suoi lavori di architettura: la tomba di Ludovico Ariosto, distrutta nel Seicento, e la libreria del duca Alfonso. Disegnò quindi cartoni per arazzi, si occupò degli apparati scenografici in occasione della visita di Enrico III di Francia a Ferrara, e compilò i Quaranta Libri delle Antichità, attualmente divisi e conservati a Torino, Napoli, Parigi, Oxford e Ferrara.
Nella capitale estense, poiché la città con parte dell'area emiliana fu colpita da uno sciame sismico tra il 1570 e il 1574, vide gli effetti devastanti del terremoto sugli edifici dell'epoca. In tale circostanza ebbe l'intuizione della prima casa edificata con criteri antisismici. Ricevette la cittadinanza ferrarese nel 1580, e tre anni dopo morì.

## Opere
| Immagine | Titolo                                                        | Data       | Paese              | Città              | Attribuzione e note |
| -------- | ------------------------------------------------------------- | ---------- | ------------------ | ------------------ | --- |
|          | Villa d'Este                                                  | 1560-1572  | Italia             | Tivoli             | Attribuzione certa. |
|          | Palazzo De Torres - Lancellotti                               | XVI secolo | Italia             | Roma               | Attribuzione. |
|          | Casina di Pio IV                                              | 1558-1561  | Città del Vaticano | Città del Vaticano | Attribuzione certa. |
|          | Cortile del Belvedere                                         | XVI secolo | Città del Vaticano | Città del Vaticano | Attribuzione certa. Completamento con la realizzazione dell'ala occidentale con il Nicchione della Pigna |
|          | Palazzina di Pio IV                                           | 1561       | Italia             | Roma               | Attribuzione certa. |
|          | Basilica di San Giovanni in Laterano                          | XVI secolo | Italia             | Roma               | Attribuzione certa. Soffitto della navata centrale |
|          | Basilica di San Pietro in Vaticano                            | XVI secolo | Città del Vaticano | Città del Vaticano | Attribuzione certa. Completamento di buona parte del braccio nord del transetto, continuo dell'impostazione della cupola, progettazione delle cupole minori e dell'attico alla sommità della basilica                                |
|          | Tomba di Paolo IV nella Basilica di Santa Maria sopra Minerva | XVI secolo | Italia             | Roma               | Attribuzione certa. |
|          | Cappella Sistina                                              | 1564       | Città del Vaticano | Città del Vaticano | Attribuzione certa. Realizzazione dei contrafforti per impedire il crollo della Cappella |
|          | Palazzo del Sant'Uffizio                                      | 1566-1567  | Italia             | Roma               | Attribuzione certa. |
|          | Castello Estense                                              | XVI secolo | Italia             | Ferrara            | Attribuzione. Rinnovamento delle decorazioni di varie stanze e ricostruzione di una parte del castello dopo il terremoto del 1570 con anche la progettazione della biblioteca e di un antiquarium per contenere le collezioni ducali |
|          | Parco dei Mostri                                              | 1547       | Italia             | Bomarzo            | Attribuzione certa. |

## Centro Studi Pirro Ligorio
Nel 1987 è stato costituito il Comitato Nazionale per lo studio e la valorizzazione delle opere di Pirro Ligorio col fine di approfondire la conoscenza e valorizzare la vasta attività artistica, architettonica, storica e archeologica svolta da Pirro Ligorio. Nel 1989 il Centro di Studi ha promosso la costituzione della Commissione per l'Edizione Nazionale delle Opere di Pirro Ligorio (istituita con Decreto del presidente della Repubblica).

## Commissione nazionale delle opere di Pirro Ligorio
Nel 1989 è istituita la Commissione Nazionale delle Opere di Pirro Ligorio con DPR/1989 e in collaborazione con il Centro Studi sulla Cultura e l'Immagine di Roma. La commissione lavora alla pubblicazione dei manoscritti e delle opere del Ligorio, dai primi codici delle antichità conservati a Parigi, Torino e Oxford all'Enciclopedia del mondo antico articolata in 24 volumi.

## Scritti
- Il libro delle antichità, manoscritto, cod. 1129, Parigi, Biblioteca nazionale di Francia.
- XXX Libri delle Antichità, manoscritti, Torino, Archivio di Stato.
- Delle antichità di Roma: Circi, amphitheatri con numerose tavole e pianta cinquecentesca di Roma, Roma, 1989.
- Il Libro di Disegni di Pirro Ligorio all'Archivio di Stato di Torino, Roma, 1994.
- Libro dell'antica città di Tivoli e di alcune famose ville, a cura di A. Ten, Roma, 2005.
- Libri degli eroi e uomini illustri dell'antichità, a cura di B. Palma Venetucci, Roma, 2005.
- Libro di diversi terremoti, a cura di E. Guidoboni, Roma, 2005.